# اونشتروت ۵۷۹۲
سیارک ۵۷۹۲ (به انگلیسی: 5792 Unstrut، نامگذاری:1964BF) پنج هزار و هفتصد و نود و دومین سیارک کشف شده‌است که در ۱۸ ژانویه ۱۹۶۴ کشف شد.
قدر مطلق سیارک برابر ۱۳٫۶۰ است.